# Pápai Petőfi Sándor Gimnázium
A Pápai Petőfi Sándor Gimnázium Pápa városának egyik közoktatási intézménye. Egyike a település 6 középiskolájának.

## Történet
Az intézmény jogelődje az 1864-ben alapított, az irgalmasrend által csaknem 100 évig működő, Ranolder János nevét viselő Ranolder Intézet volt, leánylíceumként és óvónőképzőként. Az 1948-ban bekövetkező államosítással Zrínyi Ilona Állami Általános Leánygimnáziumként működött tovább, a zárda egykori épületében. 1952-től a Dunántúli Református Egyházkerület középiskolájának államosítása után, annak épületében, Petőfi Sándor Állami Általános Gimnázium néven folytatódott a tanítás, humán és reál tagozaton. A 60-as évektől az ezredfordulóig mezőgazdasági, majd egészségügyi szakképzés is folyt a középiskolában, ennek megfelelően Petőfi Sándor Gimnázium és Mezőgazdasági Szakközépiskola, majd Egészségügyi Szakközépiskola nevet viselt az intézmény.
A rendszerváltás lehetővé tette, hogy a református egyház gimnáziuma újra megkezdje működését, emiatt a PSG egy új épületben, a városközponttól északkeletre, az 1994-ben megépült új épületben végzi oktató munkáját.

## Képzési formák

### 2021/22-es tanévig
- magyar-angol két tanítási nyelvű tagozat: ötéves képzést nyújtó tagozat, mely előkészítő évvel indult, magas heti óraszámban oktatva az angolt, a későbbi, 4 éves képzésben pedig a földrajzot, matematikát és egyetemes történelmet, így lehetőséget nyújtva a nyelvvizsga és az idegen nyelvű érettségi megszerzésére;
- emelt szintű német tagozat: négyéves képzést nyújtó tagozat, mely emelt óraszámban oktatta a német nyelvet;
- emelt szintű természettudományi tagozat: négyéves képzést nyújtó tagozat, mely emelt óraszámban, csoportbontásban oktatta a természettudományi tantárgyakat.

### 2022/23-as tanévtől
- magyar-angol két tanítási nyelvű tagozat;
- nyelvi előkészítő évfolyamos emelt szintű német nemzetiségi tagozat: ötéves képzés, mely előkészítő évében magas heti óraszámban oktatja a németet, illetve német irodalom és német népismeret órákkal bővíti a tanulók ismereteit;
- nyelvi előkészítő évfolyamos emelt szintű természettudományi tagozat: ötéves képzés, mely angol nyelvi előkészítővel indul, majd emelt óraszámban oktatja a biológiát, kémiát, fizikát és földrajzot.

## Iskolai élet
Az iskola közösségi életéhez tartoznak többek között teremdíszítési versenyek, házibajnokságok, iskolanapok, sportnap, kirándulások.

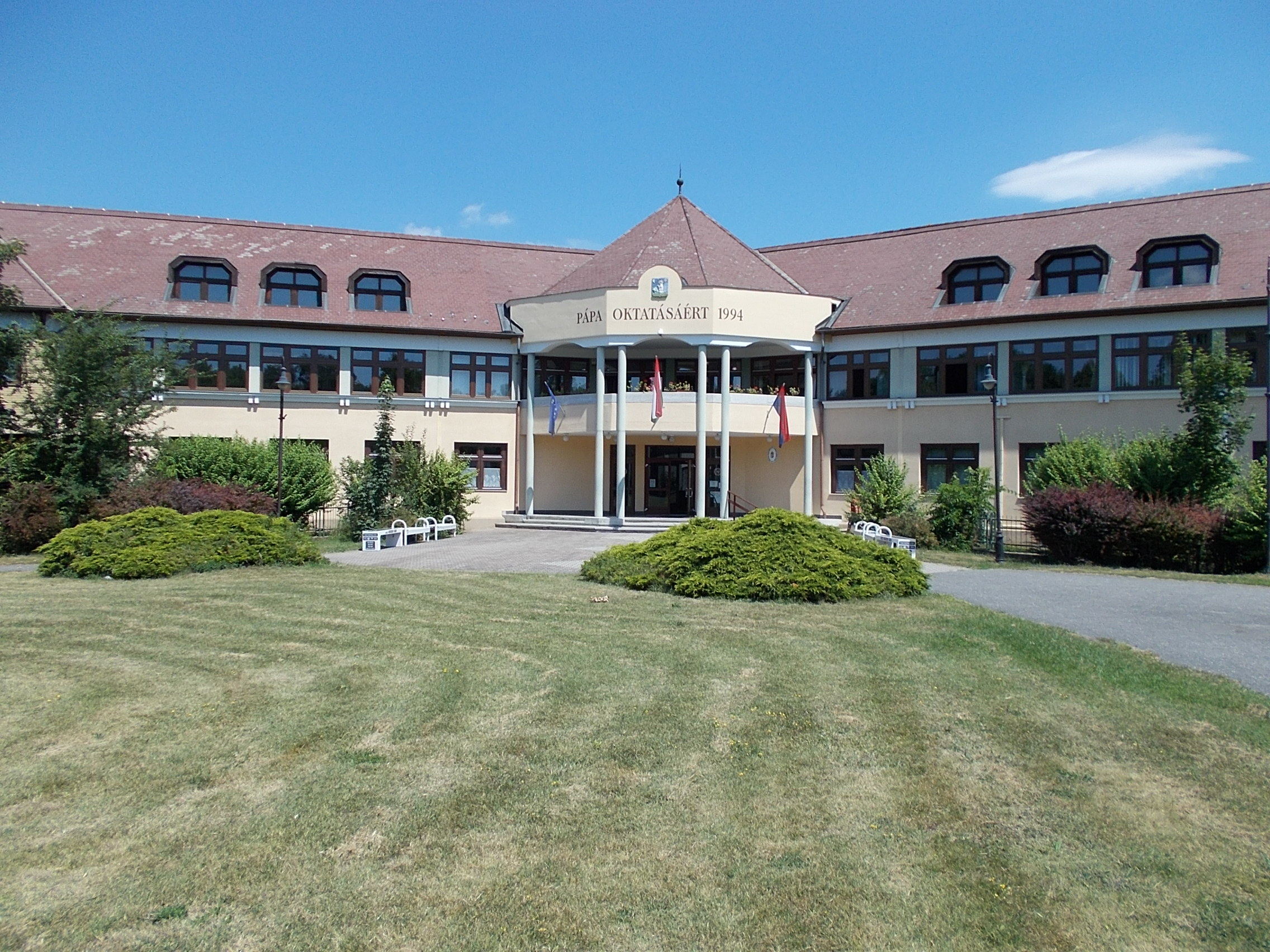
a gimnázium épülete